# Рассказова Анастасія Олександрівна
Анастасія Олександрівна Рассказова (рос. Анастасия Александровна Рассказова; 25 липня 1998) — російська та українська біатлоністка, майстер спорту.

## Життєпис
Народилася в Хабаровську (Росія). Біатлоном почала займатися у 15-річному віці, виступала за СДЮСШОР № 43 міста Москва.
У серпні 2018 року разом з Катериною Бех та Оксаною Москаленко, а також з тренером Іллею Лопуховим переїхала в Україну.

## Спортивні досягнення
Учасниця молодіжного чемпіонату світу з біатлону U-19 (2017, 25 місце) та молодіжного Кубку IBU (2018, 16 місце). Переможниця і призерка всеросійських юніорських змагань.
- Чемпіонат Росії 2017 серед юніорів (Кавголово):
  -  Золото — спринт 6.0 км.[1]